# Horst Köppel
Horst Köppel (* 17. květen 1948, Stuttgart) je bývalý německý fotbalista, který reprezentoval Západní Německo. Nastupoval především na postu útočníka nebo záložníka.
Se západoněmeckou reprezentací vyhrál mistrovství Evropy 1972, byť na závěrečném turnaji nenastoupil. V národním týmu odehrál 11 zápasů, v nichž vstřelil 2 branky.
S Borussií Mönchengladbach dvakrát vyhrál Pohár UEFA (1974/75, 1978/79).
S Mönchengladbachech se stal pětkrát mistrem Německa (1969/70, 1970/71, 1974/75, 1975/76, 1976/77).
Po skončení hráčské kariéry se stal trenérem. Borussii Dortmund přivedl k vítězství v německém poháru v sezóně 1988/89.